# Mackenzie Lintz
Mackenzie Lintz est une actrice américaine née le 22 novembre 1996.

## Biographie
Elle est née à New York 22 novembre 1996 aux États-Unis. Elle vient d'une famille d'acteurs : sa mère Kelly Lintz, sa sœur Madison Lintz et ses deux frères, Matthew et Macsen Lintz, sont tous acteurs,. Elle a suivi une formation en théâtre à la Covenant Christian Academy à Cumming.
De 2013 à 2015, elle interprète le rôle de Norrie dans la série télévisée Under the Dome.

## Filmographie

### Cinéma

#### Longs métrages
- 2012 : Hunger Games de Gary Ross : Tribut féminin du District 8
- 2018 : Love, Simon de Greg Berlanti : Taylor

Prochainement
- NC : Flying Cars de Dave Hill : Rachel[réf. nécessaire]

### Télévision

#### Séries télévisées
- 2011 : Drop Dead Diva : Pamela Bovitz (épisode 6, saison 3)
- 2013 - 2015 : Under the Dome : Eleanore "Norrie" Calvert-Hill (39 épisodes)